# Систем органа за варење
Систем органа за варење (дигестивни систем или цревни систем) се састоји из низа узастопних делова у којима се одвијају поједине фазе варења и апсорпције. Црево је причвршћено за телесни зид трбушном марамицом – мезентером. Цревни канал сачињавају: усна дупља, ждрело, једњак, желудац, танко црево, дебело црево и анални отвор (ректум).
Код кичмењака цревни систем почиње усним отвором и наставља се у цревни канал. Цревни канал се састоји од ждрела, једњака, желудца и танког и дебелог црева, које се код неких животинја завршава аналним отвором или отвором у клоаку.

Пробавни систем једноћелијских организама
Једноћелијски организми варе храну процесом унутарћелијске пробаве. Храњиве материје се пробављају у вакуолама у цитоплазми, након чега доспевају у органеле ћелије.

## Пробавни систем бескичмењака
Код бескичмењака су присутна четири типа пробавног система: вакуоларни, каналићасти, врећасти и цевасти.
Вакуоларни систем је најпримитивнији и ослања се на унутарћелијску пробаву. Пробавни ензими налазе се у посебним везикулама, које се називају лизосоми, тако да не оштећују саму ћелију. Убрзо након што се вакуола с храном формира, лизосом се спаја са њом. Долази до мешања хране и ензима и настанка нове везикуле, која се назива пробавном вакуолом. Та се вакуола креће кроз ћелију, продукти пробаве се апсорбирају, а остаје непробављени материјал, који се избацује. Вакуоларни облик пробаве није ограничен само на једноћелијске организме, већ се јавља и код неких вишећелијских, који делимично пробаве храну ванћелијски, а остатак унутарћелијски.
Каналићасти тип присутан је код сунђера. Вода и храна се до ћелија доводе каналићима, који с унутрашње стране имају велики број ћелија са бичевима, који стварају водене струје. Вода са комадићима хране улази кроз велики број мањих каналића, а излази на велики, главни канал. Ћелије које обрубљују каналиће хватају честице хране и стављају је у вакуоле у којима се врши унутарћелијска пробава.
Врећасти систем јавља се код жарњака и пљоснатих црва. Код њих се по први пут јављају ћелије специјализоване за пробаву хране. Тело тих животиња састоји се од два слоја ћелија: епитела, који прима сензорне информације, и гастродерма, који обрубљује унутрашњу шупљину и пружа храњиве материје. Унутрашња шупљина је место на којем се одвија пробава и има само један отвор, који служи и као уста и као анални отвор. Када се храна нађе у њој, из гастродерма се испуштају ензими и долази до ванћелијске пробаве. Након тога ћелије гастродерма упијају полупробављену храну фагоцитозом, те онда у њима долази до унутарћелијске пробаве.
Већина осталих бескичмењака има цевасти пробавни систем, који има два отвора - уста и анални отвор. Храна се креће у једном смеру, због чега је такав систем ефикаснији, јер се тако делови пробавног тракта могу поделити на целине са различитим функцијама. Већина пробаве је ванћелијска. При проласку хране кроз пробавни систем, излучују се хидролитички ензими. Апсорбују се просте материје, а при крају процеса се реапсорбира и део воде. Остатак се избацује.
Неке животиње с таквим типом пробавног система хране се филтрирањем, као што је случај са шкољкама. Оне то чине ситним порама на шкргама, заробљавајући микроскопске честице хране. С обзиром да је њихова храна тако ситна, пробава се након тога одвија унутарћелијски.

## Пробавни систем риба
Рибе храну уносе кроз уста уз помоћ вилица. Већина риба има зубе и непокретан језик (код копнених животиња је много развијенији). Рибе такође немају пљувачне жлезде, јер кроз њихову усну дупљу стално пролази вода. Храна се даље креће кроз ждрело, које је код риба и осталих водених кичмењака више развијено него код копнених и садржи прорезе за комуникацију са спољашњом средином, те у једњак, па затим у стомак. Ту се одвија делимична пробава уз деловање желудачних сокова (који садрже киселине и ензиме), а храна се потом креће кроз црева за даљњу пробаву и апсорпцију храњивих материја у крв. Неке рибе имају црева само једне величине, па се код њих не разликују танко и дебело црево. Рибе које су претежно месоједи обично имају краћа црева од биљоједа. Отпадне материје излазе кроз анус.
Између стомака и црева постоји структура која обавља функцију вентила. Након те структуре канал од јетре и панкреаса везује се за црева и до хране доводе ензиме, укључујући и пепсин и трипсин (код многих риба панкреас је расут у виду многобројних жлезданих чворова у цревној мезентери). Пепсин и трипсин се не доводе у црева на том месту, већ се формирају и излучују из подслузних ћелија у стомак и црева њиховом целом дужином. У унутрашњости црева налазе се многи крвни судови који упијају храњиве материје. Такође су присутни многи набори да би црева могла садржавати што више крвних судова и да би се повећала додирна површина између хране и крви.

## Пробавни систем водоземаца
Многи водоземци лове плен избацујући свој издужени језик са љепљивим врхом и враћајући га у уста, након чега плен зграбе и вилицама. Неки користе тзв. инерцијски начин храњења, што значи да нагло забацују своју главу према напред, због чега им се храна у устима креће према назад. Већина водоземаца свој плен гута цео, без много жвакања, па стога поседују врло велике стомаке. Кратки једњак има много трепљи, које, заједно са слузи из жлијезда у устима и ждрелу, потпомажу кретање хране. Ензим хитиназа у стомаку помаже при пробави хитинске кутикуле зглавкара које водоземци лове.
Водоземци поседују панкреас, јетру и жучну кесу. Јетра је обично велика са две округле избочине. Њену величину одређује њена функција као места за складиштење гликогена и масти, а може се мењати кроз годишња доба када се те резерве допуњују или искориштавају. Адипозно ткиво је још један начин складиштења енергије и јавља се у пределу абдомена, испод коже и, код неких даждевњака, у репу.

## Пробавни систем гмизаваца
Већина гмизаваца су инсектоједи или месоједи и имају једноставан и кратак дигестивни тракт, будући да су разлагање и пробава меса релативно једноставни. Пробава се одвија спорије него код сисара, што се одражава на њихов нижи метаболизам одмарања (количина калорија коју би једна јединка потрошила када и спавала цели дан и ноћ) и на њихову немогућност да распарчају и сажваћу храну. Њихов поикилотермни (хладнокрвни) метаболизам захтева врло мало енергије, што великим гмизавцима попут крокодила омогућава да живе и по неколико месеци на само једном великом оброку, споро га варећи.
Иако су данашњи гмизавци претежно месоједи, у раном периоду развоја гмизаваца постојало је неколико група које су изродиле велике биљоједе: у палеозоику су то били парејасаури и дисинодонти (кладус Synapsida), а у мезозоику неколико група диносаура. Данас су корњаче претежно биљоједна група гмизаваца, а неколико група агама и игуана се делимично или у потпуности хране биљкама.
Гмизавци биљоједи суочавају се са истим проблемима као и сисари биљоједи, али будући да немају њихове сложене зубе, многе врсте гмизаваца гутају камење (гастролите) који им помажу у пробави: то камење креће се по стомаку и тако меље биљне материје. Фосилизовани гастролити пронађени су уз скелете орнитопода и сауропода, мада није сигурно утврђено да ли су код последње групе имали функцију у пробави. Морски крокодили такође користе гастролите као баласт, који их стабилизује у води или им помаже при роњењу. Предложено је и да су гастролити код плезиосаура имали двојну функцију баласта и помагала при пробави.
Код отровних змија пљувачне жлезде су се претвориле у отровне жлезде.

## Пробавни систем птица
Код птица се желудац састоји из жлезданог (жлезде луче пљувачку и ензиме) и механичког дела (бубац). Бубац је веома мишићав и обложен чврстом превлаком која помаже у дробљењу хране, чиме се надокнађује недостатак зуба. Осим тога, птице имају два слепа црева.
Исхрана птица врло је разнолика, укључује нектар, воће, биљке, семе, стрвине и многе мале животиње, укључујући и друге птице. Будући да птице немају зубе, њихов пробавни систем прилагођен је пробави необрађене хране, коју оне најчешће гутају целу.
Птице које се хране на више различитих начина или имају врло разнолику прехрану називају се генералистима, док се друге, које концентришу време и труд на прибављање појединих типова хране или имају само један начин на који то раде, називају специјалистима. Начини прехране код птица варирају од врсте до врсте. Многе прикупљају инсекте, бескичмењаке, воће или семе са дрвећа или тла. Неке лове инсекте изненадним нападом са гране. Оне врсте које се хране инсектима-штеточинама сматрају се благотворним „агентима биолошке контроле“ и њихово се присуство подстиче у програмима биолошке контроле штеточина. Птице које се хране нектаром, као што су колибрији, медосаси, лорији и други, развили су посебно прилагођене четкасте језике, а код многих се чини да су кљунови коеволуирали искључиво са оним врстама цвећа којим се хране. Кивији и обалске птице имају дуге кљунове којима траже бескичмењаке; кљунови различитих дужина код обалских птица довели су до раздвајања еколошких ниша. Северни гњурци, ронилице, пингвини и њорке лове плен под водом, користећи крила и ноге за погон, док се ваздушни предатори попут блуна, водомара и чигри обрушавају за пленом из ваздуха. Пламенци, три врсте трибуса Prion и неке патке хране се филтрирањем. Гуске и праве патке углавном једу биљке.
Неке се врсте, укључујући фрегате, галебове и поморнике, прехрањују клептопаразитизмом, што значи да отимају храну од других птица. Сматра се да клептопаразитизмом не прибављају значајан део своје исхране, већ он служи само као надопуна, док се већина хране прибавља ловом; једно истраживање је устврдило да велика фрегата највише 40%, а у просеку само 5% своје хране добија крађом од плена врсте Sula dactylatra. Друге птице су стрвинари; неке од њих, попут лешинара, специјализирале су се за исхрану стрвинама, док су други, попут галебова, врана и птица грабљивица опортунисти.

## Пробавни систем сисара

### Месоједи

#### Усна шупљина
Усна шупљина месождера има велик отвор. При лову развијају велику снагу и кидају месо ловине. Мишићи лица су слабији. Веза између вилица је једноставна спона у висини зуба и та врста везе је стабилна. Сљепоочни мишић је главни мишић који покреће вилице месождера. Тај је мишић одговара већем делу обима главе. Угао горње вилице им је мали јер жваћни и споначни мишић који су ту причвршћени немају велику важност за ове животиње.
Доња вилица не може се покретати напред, а њено кретање с једне стране на другу је ограничено. Кутњаци имају оштрице. При затварању вилица кутњаци клизе једни према другима. Тако се ствара механизам за трзање меса с костију. Зуби месождера су раздвојени тако да се на њима не задржавају комадићи меса. Секутићи су ситни и зашиљени. Служе за хватање жртве и за ситњење. Очњаци су прилично издужени. Њима животиња рањава, трза и убија свој улов. Кутњаци су спљоштени и у облику троугла са зупчастим ивицама. Због способности вилице да се расклапа, кутњаци горње и доње вилице се спајају од позади према напред.
Пљувачка код месождера не садржи ензиме за варење. Кад месождер сисар гута храну, он је не жваће. Ензими за варење беланчевина не могу се ослободити у устима (постоји опасности да се уништи и усна шупљина-аутоварење). Месождери не мешају храну са пљувачком. Они откидају велике комаде меса и такве их гутају, без уситњавања.

#### Желудац и танко црево
Код месождера запремина желуца представља 60-70% укупног капацитета система за варење. Пошто се месо релативно лако вари, танко црево (где се врши апсорпција молекула хране) код месождера је кратко. Дужине је 3-5 дужине тела. Будући да те животиње често остану без улова на дуже периоде, потребан им је велики желудац, јер им омогућава да се преждеру, трпајући у себе што је могуће више хране одједном. Ова храна се вари док се животиња одмара. Желудац месождера има изузетну способност излучивања соне киселине. Способни су да задрже pH вредност у желуцу на нивоу 1-2 иако је у желуцу храна. То је неопходно да би се олакшало разлагање беланчевина и да би се уништиле опасне бактерије којих има у распадајућем месу.

#### Дебело црево
Дебело црево  месождера је кратко. Функција му је да упија (апсорбује) воду и со. Пречник му износи приближно као код танког црева. Као резервоар ограниченог је капацитета. Дебело црево је кратко и није подељено на кесице (врећице). Мишић црева распоређен је дуж целог зида црева, дајући цреву гладак, цилиндричан облик. Иако су бактерије присутне и у дебелом цреву месождера, њихово деловање је углавном везано за труљење.

### Биљоједи

#### Усна шупљина
Код сисара биљоједа добро су развијени мишићи лица, који се састоје од дебелих меснатих усни, релативно малог усног отвора и задебљалог мишићавог језика.
Усне помажу при довођењу хране у уста. Мишићима лица и језиком потпомажу обраду хране. Спој две вилице налази се изнад висине зуби. Овај спој је мање стабилан него код месождера, покретнији је, а тиме омогућава сложене покрете вилице потребне за жвакање биљне хране. Овакав спој вилица омогућава да се код затварања уста поклопе горњи и доњи кутњаци и дуж целих вилица, и тако омогућава млевење хране. Оваква врста споја вилица је важна за животиње које се хране биљкама.
Слепоочни мишић је мали и он има малу важност. Жваћни и спонски мишићи држе горњу вилицу и њишу је с једне стране на другу. Доња вилица креће се у страну. Такво бочно кретање вилице потребно је за мрвљење хране при жвакању.
Рапоред зуба варира од врсте до врсте, зависно од вегетације којом се та одређена врста храни. Иако се те животиње разликују по броју и обележјима зуба, зубала им показују неке заједничке структурне црте. Секутићи су широки, спљоштени и ромбоидни. Очњаци могу бити ситни, истакнути и потпуно одсутни. Кутњаци су четвртасти и спљоштени с горње стране да би пружили површину за млевење хране. Не клизе једни крај других окомито већ клизе једни преко других водоравно, ломећи и уситњавајући храну. Површина кутњака се разликује међу врстама зависно од биљки којима се хране. Зуби су им уско груписани. Тако секутићи стварају механизам помоћу којег гризу, брсте делове биљака, а горњи и доњи кутњаци чине платое за дробљење и млевење хране. Оваква шупљина има велике могућности ширења простора што се и реализује у току једења.
Пажљиво жваћу храну, гурајући је језиком и мишићима лица напријед-натраг међу зубе за млевење и уситњавање. Такав темељит процес потребан је да би се механички разбио ћелијски зид биљне ћелије. Омогућава им да пробављив садржај из ћелије изађе и помеша се са слином. Мешње хране са пљувачком је врло важно јер пљувачка сисара-биљоједа садржи ензиме за разградњу угљених хидрата, који разграђују молекуле хране док је она још у устима.

#### Желудац и танко црево
Процес пробаве хране код биљоједа траје доста дуже. Имају дужи пробавни систем па и савршенија црева од месождера. Биљоједи који се хране биљкама богатим целулозом морају своју храну да „ферментишу“, тј. да је варе помоћу бактеријских ензима да би јој задржали храњиву вредност. Биљоједи се према томе деле у 2 групе: на преживаре (ферментирају храну у предњем делу црева) и на оне који ферментишу храну у стражњем цреву.
Преживари су биљоједи са вишекоморним желуцем. Он се састоји из следећих делова:
- бураг – највећи део који може да прими велику количину хране; ту се налазе бактерије које производе ензим целулазу која вари целулозу – једино преживари, захваљујући овим бактеријама, могу да варе целулозу;
- капура – са мрежасто набораном слузокожом; ту се храна меша са соком, а затим се враћа у усну дупљу на поновно жвакање (преживање);
- литоња/листавац – део у који се храна враћа после преживања;
- сириште – где се врши варење.

Биљоједима који се хране меком вегетацијом није неопходан вишекоморни желудац, већ им је потребно једноставно дуго танко црево. Те животиње пробављају своје тешко пробављиве влакнасте оброке у стражњем цреву (дебелом цреву). Многи од тих биљоједа усавршили су своју пробаву помоћу ензима за разградњу угљених хидрата који се налазе у њиховој пљувачки. Танко црево биљоједа је прилично дуго (преко 10 дужина тела) да би се осигурало довољно времена и простора за апсорпцију храњивих материја.

#### Дебело црево
Дебело црево код биљоједа је високоспецијализован орган који учествује у апсорпцији воде и електролита, при производњи витамина те апсорпцији и ферментацији биљног влакнастог ткива. Дебело црево биљоједа је обично већег пресека од танког и релативно је дуго. Код неких сисара биљоједа, дебело црево изгледа као да је подељено на кесице због начина на који су мишићна влакна распоређена уз зид црева. Осим тога, први је део дебелог црева код неких прилично велик и служи као примарно или додатно место ферментације.

## Пробавни систем човека

### Усна дупља
Усна дупља (cavum oris) је почетни део пробавног система, а има и улогу у дисању. У усној дупљи се налазе помоћни органи за варење:
- зуби,
- језик,
- пљувачне жлезде,
- крајници (само код сисара).

Омеђују је горња и доња усна (labium superius et inferius), образи (buccae), тврдо и меко непце (palatum durum et molle), са којег се спушта непчана ресица, са чије се обе стране спуштају непчани лукови, између којих се налази непчани крајник (tonsilla palatina), по један са сваке стране. Доњу границу уста чини језик и мишићи смештени испод њега, који чине тзв. усну дијафрагму.
Зуби се састоје од два дела: круне, која је видљива, и корена, усађеног у вилицу. Корен зуба је покривен слојем цемента (коштано ткиво), а круна је покривена зубном глеђи. Основну масу зуба чини дентин, који је прожет минералним материјама и даје зубу чврстину. Око крвних судова и нерава налази се зубна пулпа (везивно ткиво). Код човека у обе вилице постоји по 16 зуба: 4 секутића, 2 очњака и 10 кутњака. Као и код већине осталих сисара, код човека се измењују две зубне генерације: млечни и стални зуби.
Језик је непаран мишићни орган везан за језичну кост. Његова је улога померање хране у устима и помагање при гутању.
Пљувачне жлезде су се развиле код копнених кичмењака са примарном функцијом влажења хране. Код човека постоје три врсте: подвиличне (испод доње вилице), подјезичне и доушне/заушне. Оне луче пљувачку која у себи садржи највећим делом воду, затим минералне материје, амилазу (птијалин) и мало малтазе, које разлажу угљене хидрате (скроб). Пљувачка даје слабо базне реакције.

### Ждрело
Усна дупља се наставља на ждрело (pharynx) које прелази у једњак. Управо у ждрелу се укрштају пробавни и респираторни систем - с предње стране налази се гркљан, а са стражње једњак. Раздваја их хрскавичави грлени поклопац, који се налази уз основу језика. Ждрело је такође повезано са средњим увом помоћу Еустахијеве трубе и са носном дупљом преко носних отвора (хоана)

### Једњак
Једњак (oesophagus) је слузокожно-мишићна цев дужине 20-30 цм, која проводи храну до желуца.

### Желудац
Желудац (venriculus, gaster) представља проширени део црева у коме се храна нагомилава и започиње варење да би се затим постепено пропуштала у црево. Налази се у горњем делу трбушне дупље, испод дијафрагме. На желуцу се разликују два дела: кардијални (део где једњак прелази у желудац) и пилорични (граничи се са дванаестопалачним цревом). На тој граници налази се кружни мишић који контролише проток хране кроз тај орган. Зидови желуца грађени су од глатких мишића и изнутра обложени слузокожом богатом жлездама. Он повремено врши покрете, што поспешује мешање хране и лакше деловање ензима, као и пражњење садржаја у дванаестопалачно црево. Желудачне жлезде производе желудачни сок, који осим воде и минералних соли садржи и хлороводоничну киселину и ензиме.
Желудачни сок даје киселе реакције. Ензими који су присутни у њему су пепсин, лабфермент и мања количина липазе. Пепсин разлаже протеине, а њихова даљња разградња до аминокиселина одвија се у идућим деловима пробавног система. Лабфермент груша млеко и омогућава његову даљњу разградњу помоћу пепсина и осталих ензима. Липаза у желудац доспева из дванаестопалачног црева отварањем кружног мишића (pilorusa). У желуцу се масти врло слабо разлажу. Хлороводонична киселина даје киселу реакцију и омогућава рад ензима, а има и заштитну улогу јер неутрализира активност неких бактерија које са храном доспеју у желудац.

### Танко црево
Танко црево се дели на три дела: дванаестопалачно црево (duodenum), празно црево (jejunum) и усукано црево (ileum). Почетни део танког црева је дванаестопалачно црево, у који се уливају одводи јетре и панкреаса. Танко црево је најдужи део дигестивног тракта, са дужином између 5 и 7 метара. Због тога је оно изувијано у велики број вијуга наслаганих једна на другу. У танком цреву, у којем је средина алкална, одвија се и довршава потпуна пробава свих преосталих састојака хране. У зиду тог црева налазе се жлезде које луче велике количине слузи и ензиме. Слуз као омотач штити цревну слузокожу од дејства ензима. Такођер је присутан велики број цревних ресица, које су значајне за реапсорпцију сварене хране. Материје које помажу у пробави хране у танком цреву су панкреасни сок, цревни сок и жуч.
Панкреасни сок луче станице панкреаса (гуштераче). Он садржи протеолитичке елементе (разграђују протеине до полипептида, мањим делом до аминокиселина), амилазу (разграђује скроб до малтозе), малтазу (разграђује малтозу до гликозе) и липазу (разграђује масти на глицерин и масне киселине). Присутни су и неактивни проферменти (трипсиноген и химотрипсиноген) који се активирају и делују као трипсин и химотрипсин. Полипептидазе разграђују полипептиде до аминокиселина.
Цријевни сок се лучи из жлезда из сва три дела танког црева. Базне је реакције, а осим воде и минералних соли садржи и ензиме полипептидазе, дипептидазе (ерепсин), нуклеазе, сахаразу, малтазу и лактазу. Поли- и дипептидазе разлажу поли- и дипептиде на аминокиселине. Нуклеазе разлажу нуклеинску киселину. Сахараза разлаже сахарозу, малтаза малтозу и лактаза лактозу.
Жуч је производ ћелија јетре. Она омогућава варење масти јер стварањем емулзије масти она олакшава рад ензима липазе.

### Јетра
То је највећа жлезда у организму кичмењака (код човека око 2 кг масе). Јетрин секрет је жуч која се сакупља у жучној кеси, а одатле кроз жучни канал излива у дуоденум. Жуч не садржи ензиме, али омогућава варење масти тако што врши њихову емулзију (разбија их на ситне капљице). Поред тога јетра обавља још низ значајних функција:
- у њој се глукоза претвара у гликоген;
- представља складиште витамина и гвожђа;
- трансформише отровне материје у неотровне (сва крв из црева прво пролази кроз јетру па затим улази у општи крвоток) и др.

### Панкреас
Панкреас (гуштерача) лежи у кривини дванаестопалачног црева. Из њега се лучи панкреасни сок чији су садржај и функција назначени у тексту о танком цреву.

### Дебело црево
Дебело црево састоји се од три дела: слепо црево (intestinum caecum), оквирно дебело црево (intestinum colon) и право/чмарно црево (intestinum rectum). Дуго је око 1,6 m и смештено је око танког црева.
Четири до пет сати након уноса хране, до дебелог црева доспева њен несварени део - вода и соли. У њему се налази мноштво бактерија које имају способност синтезе витамина које организам апсорбује. У дебелом цреву се врши реапсорпција воде и соли и прикупљање несварених остатака пре њиховог избацивања. Будући да дебело црево нема властитих ензима, преостало варење врши се уз помоћ ензима из танког црева. Садржај се у дебелом цреву задржава осам до дванаест сати, након чега долази до његовог избацивања, тј. дефекације.

## Обољења пробавног система
За правилно функционисање пробавног система најважнији фактор је исхрана, тј. избалансирано узимање хране. Гладовање и недостатак појединих храњивих материја узрокују недостатак енергије, што утиче на друге органе или системе органа. То нарушава и рад самог система органа за варење. Смањење узимања хране испод минимума потребног за одржавање здравља доводи до опасне потхрањености.

### Усна дупља
Недостатак пљувачке, слабост жвакаћих мишића или недостатак зуба отежавају процес механичке обраде хране и гутања, па тиме отежавају нормалан унос хране. Усне, због своје изложености разним утицајима, подложне су многим обољењима, претежно узрокованим инфекцијама. Тежа обољења попут рака јављају се због пушења или због излагања штетним агенсима.
На зубима се често јављају обољења, као што су каријес и парадонтоза. Због њих се јављају и последице у остатку пробавног тракта, али и у другим системима.
Пролаз хране кроз ждрело, као рефлексна радња, може бити отежан поремећајима одређених нерава и мускулатуре. Узроци могу бити нека тежа обољења (дистрофија мишића, полиомиелитис итд.).

### Желудац
Због велике количине хлороводоничне киселине у желуцу, на његовој унутрашњој површини налази се много слузи која штити зидове од саморазлагања. Међутим, та слузница је склона упали (гастритису), која може бити узрокована алкохолом или неким лековима. Гастритис се може закомпликовати желудачним чиром или желудачним крварењем. Они се лече неколико недеља, али упорнији облици прелазе у хроничне чиреве. Хроничне чиреве треба пажљиво пратити због могућег малигнитета/злоћудности. Настајању чирева погодују емоционални стресови, наследна склоност, претерано уживање алкохола и дувана, неки лекови и хормони, повећано лучење желудачног сока и сл. Симптоми су бол у горњем делу стомака између оброка, кисео укус у устима, жгаравица и непријатно подригивање. Перфорација чира и последична упала трбушне марамице (потрбушнице) могу изазвати смрт.

### Црева
Већ на почетку црева, у дуоденуму, могу настати тзв. улкусна поља. Међутим, ту су чешћи упални поремећаји. Малигне промене су ту врло ретке.
Дебело црево често је под упалама, нарочито инфективним, као што је бациларна дизентерија. Улцеративни колитис је хронично обољење којим се оштећује мукоза дебелог црева, а може се проширити и на ректум. Тада је пролив редовно попраћен крвљу и слузи из оштећене слузнице (мукозе) црева. Уколико се не лечи, може доћи до карцинома дебелог црева. Такође треба споменути ређу, али опаснију дивертикулозу, при којој се на зиду црева јавља испупчење, те на том месту долази до застоја цревног садржаја и упала. Његово прскање и изливање садржаја изазива упалу потрбушнице, обично са смртним исходом.
Хемороиди су вариокозна проширења вена аналног канала. Могу се јавити неугодна крварења са компликацијама.
Упала потрбушнице (перитонеума) дешава се када садржај из црева прође кроз њихов зид, али може бити узрокована и бактеријама доспелим из крвотока, лимфе, или неке трбушне ране.
Због упале панкреаса и компликација са жучним путевима у дуоденуму може доћи до неразлагања протеина и масти. Излучени хормони тада могу да изазову аутогестију (саморазлагање) панкреаса.
Упала слепог црева се може проширити, па гнојна упала црвуљка, уколико се разлије по трбушној шупљини, може имати фаталан исход.
Кретање хране кроз пробавни систем може из различитих разлога бити успорено или убрзано. Споро кретање фекалних маса назива се опстипација, а настаје услед слабљења рефлекса дефекације, атрофије глатких мишића дебелог црева, нередовног пражњења црева, одређених врста хране и потешкоћа при њиховом варењу. У супротности с тиме, пребрз пролазак хране кроз црева назива се пролив (диареа). То се дешава због поремећаја у реапсорпцији храњивих материја из хране. Главни узроци пролива су разне инфекције и инфективне болести (ентеритис, колера...), претерана емотивна стања итд.
Заразно бактеријско обољење пробавног тракта, трбушни тифус, преноси се зараженом храном и водом. Тада долази до упале слузнице танког црева и настају чиреви, који могу изазвати тешка крварења црева. Симптоми су главобоља, висока температура и опћа слабост.
У Азији је распрострањена колера, која у Европи претежно није присутна.
У пробавном систему човека често се могу настанити и одређени паразити, а међу њима треба споменути тракавицу, трихину и дечију глисту. Дечија глиста се у тело уноси у виду јаја преко недовољно опраног и термички необрађеног поврћа и због нехигијенских услова. Она изазива бол у трбуху, недостатак апетита, вртоглавицу, главобољу, поремећаје варења итд. Најбоље се превентира одржавањем хигијене и прањем намирница.